# Hieronymus Bosch
Jeroen van Aken (Hertogenbosch, c. 1450 — 9 de Agosto de 1516), foi um pintor e brabantino dos séculos XV e XVI. É mais conhecido pelo seu pseudónimo, Hieronymus Bosch (aportuguesável como Jerónimo d'O Bosque), do qual também resulta a sua alcunha espanhola de "El Bosco".
Muitos dos seus trabalhos retratam cenas de pecado e tentação, recorrendo à utilização de figuras simbólicas complexas, originais, imaginativas e caricaturais, muitas das quais eram obscuras mesmo no seu tempo.
Pintores alemães como Martin Schongauer, Matthias Grünewald e Albrecht Dürer influenciaram a obra de Bosch. Apesar de ter sido quase contemporâneo de Jan van Eyck, seu estilo era completamente diferente.
Especula-se que sua obra terá sido uma das fontes  do movimento surrealista do século XX, que teve mestres como Max Ernst e Salvador Dalí.
Pieter Brueghel, o Velho foi influenciado pela arte de Bosch e produziu vários quadros em um estilo semelhante.

## Biografia
Documentos da época mencionam-no como Jheronimus van Aken (aportuguesável como "Jerónimo (de) Aquisgrano"), mas é mais famoso pelo pseudónimo Bosch (AFI /bɔs/), sendo este derivado da sua terra natal, 's-Hertogenbosch, conhecida coloquialmente como "Den Bosch" (lit.  "O Bosque").
Sabe-se muito pouco sobre a sua vida. A não existência de documentos comprovativos de que o pintor tenha trabalhado fora de 's-Hertogenbosch levam a que se pense que Bosch tenha vivido sempre na sua cidade natal. Aí se terá iniciado nas lides da pintura na oficina do pai (ou de um tio), que também era pintor.
Foi especulado, ainda que sem provas concretas, que o pintor terá pertencido a uma (das muitas) seitas que na época se dedicavam às ciências ocultas. Aí teria adquirido inúmeros conhecimentos sobre os sonhos e a alquimia, tendo-se dedicado profundamente a esta última. Por essa razão, Bosch teria sido perseguido pela Inquisição. Sua obra também sofreu a influência dos rumores do Apocalipse, que surgiram perto do ano de 1500.
Existem registros de que Filipe, o Belo, duque de Brabante, encomendou a Bosch em 1504 um altar que deveria representar o Juízo final, o Céu e o Inferno. A obra, atualmente perdida (sem unanimidade julga-se que um fragmento da obra corresponde a um painel em Munique), valeu ao pintor o reconhecimento e várias encomendas posteriores. Os primeiros críticos de Bosch conhecidos foram os espanhóis Filipe de Guevara e José de Sigüenza. Por outro lado, a grande abundância de pinturas de Bosch na Espanha é explicada pelo fato de Filipe II de Espanha (neto de Filipe, o Belo) ter colecionado avidamente as obras do pintor.
Bosch é considerado o primeiro artista fantástico.

## Obras

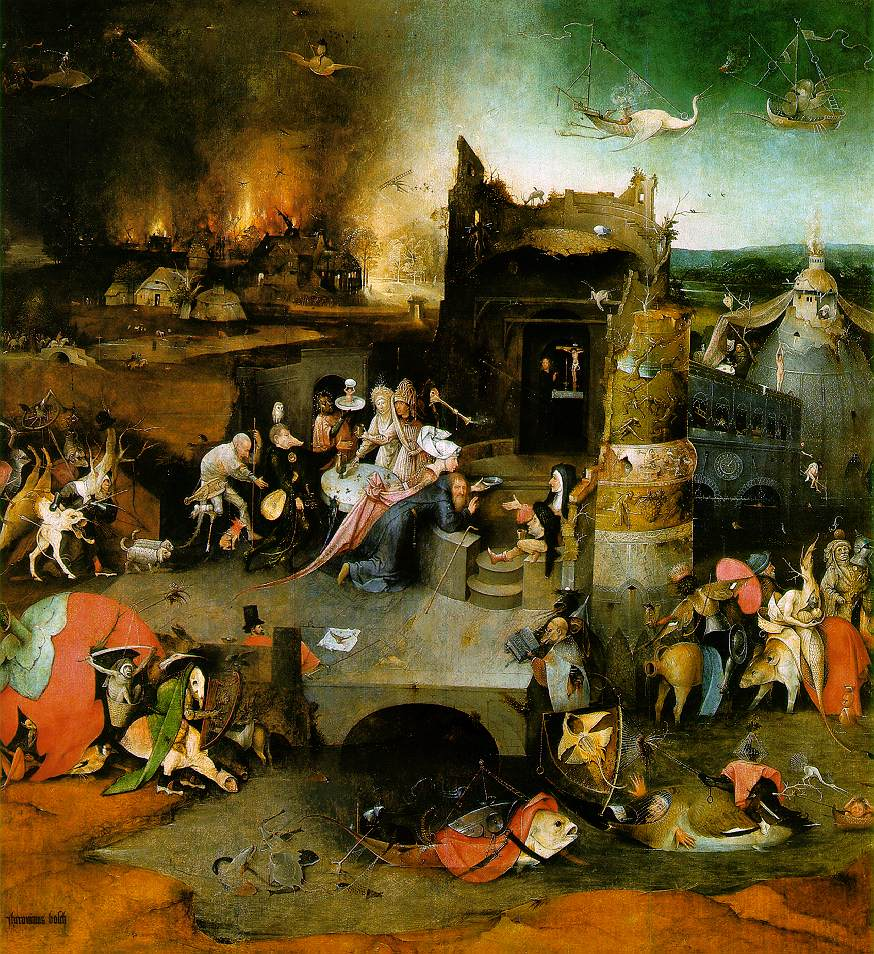
A Tentação de Santo Antão

Atualmente apenas se conservam cerca de 40 originais seus, dispersos na sua maioria por museus da Europa e Estados Unidos. Dentre estes, a coleção do Museu do Prado de Madri é considerada a melhor para estudar a sua obra, visto abrigar a maioria daquelas que são consideradas pelos críticos como as melhores obras do pintor.
As obras de Bosch demonstram que foi um observador minucioso bem como um refinado desenhista e colorista. O pintor utilizou estes dotes para criar uma série de composições fantásticas e diabólicas onde são apresentados, com um tom satírico e moralizante, os vícios, os pecados e os temores de ordem religiosa que afligiam o homem medieval. Exemplos destas obras são:
- O Carro de Feno - (Museu do Prado, Madrid)
- O Jardim das Delícias - (Museu do Prado, Madrid)
- O Juízo Final - (Akademie der Bildenden Künste, Viena)
- As Tentações de Santo Antão - (obra principal no Museu Nacional de Arte Antiga, Lisboa e suposto estudo da obra no Museu de Arte de São Paulo - MASP, São Paulo, Brasil)
- Os Sete Pecados Mortais - (Museu do Prado, Madrid)
- Navio dos Loucos ou A Nau dos Insensatos - (Museu do Louvre, Paris)
- Morte e o Avarento - (Galeria Nacional de Arte em Washington, DC.

A par destas obras, que imediatamente se associam ao pintor, há que referir que mais de metade das obras de Bosch abordam temas mais tradicionais como vidas de santos e cenas do nascimento, paixão e morte de Cristo.
O original tríptico As Tentações de Santo Antão está incorporado no Museu Nacional de Arte Antiga a partir do antigo Palácio Real das Necessidades. Desconhecem-se as circunstâncias da chegada da obra a Portugal, não sendo certo que tenha feito parte da coleção do humanista Damião de Góis, como algumas vezes é referido.

## Galeria

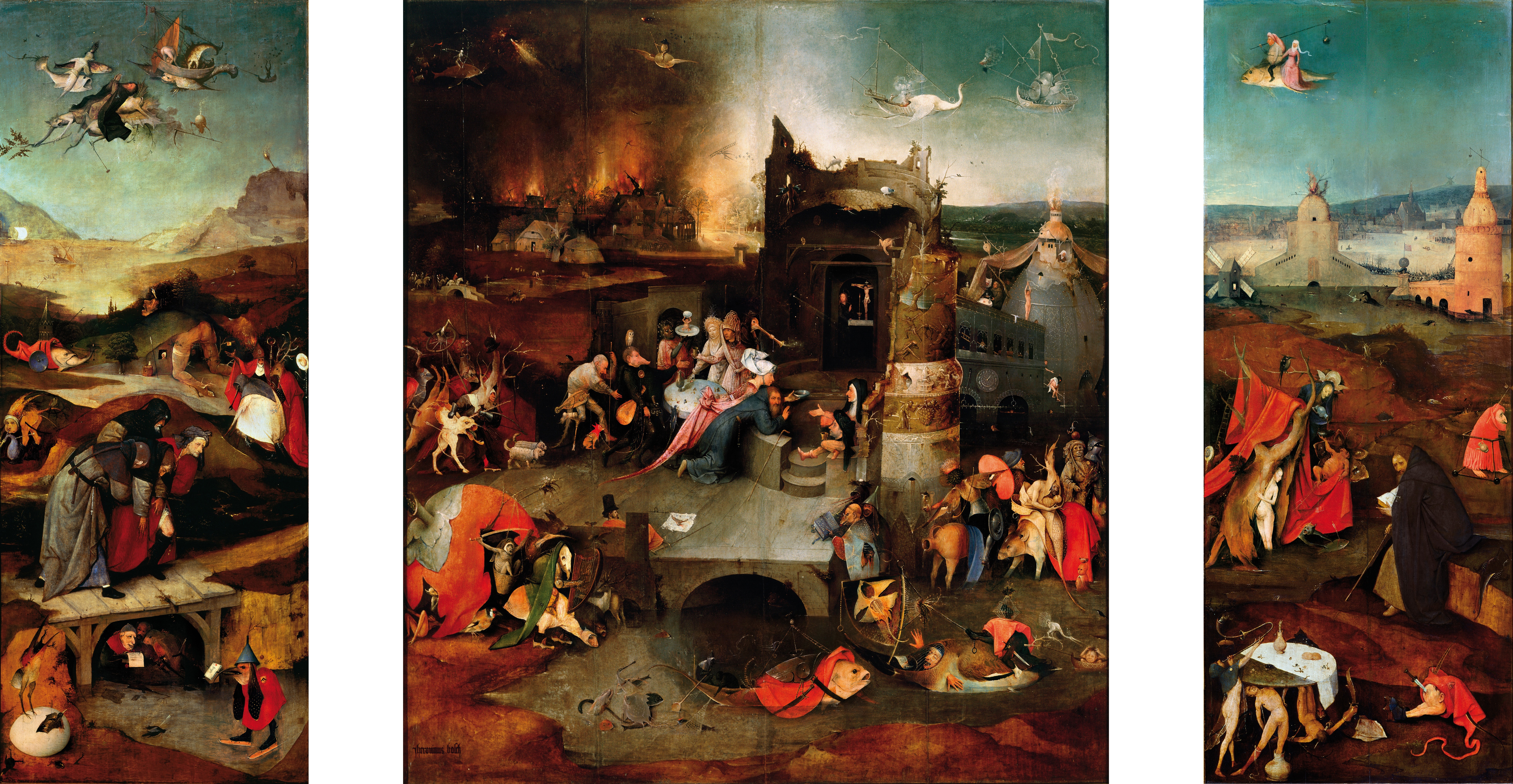
Tentações de Santo Antão (Museu Nacional de Arte Antiga, Lisboa)
O Jardim das Delicias (Museu do Prado, Madrid)
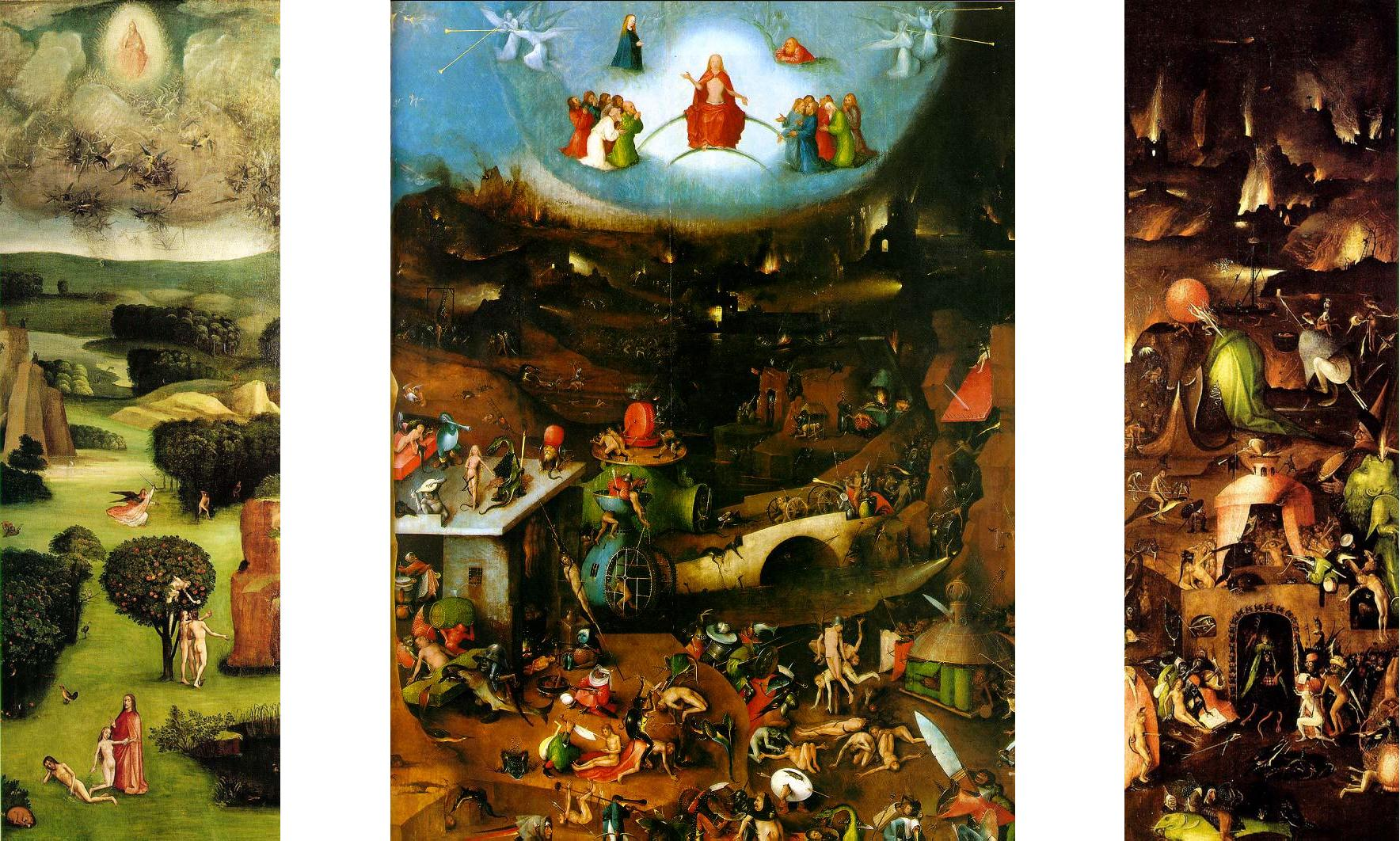
O Julgamento Final (Academy of Fine Arts, Viena)
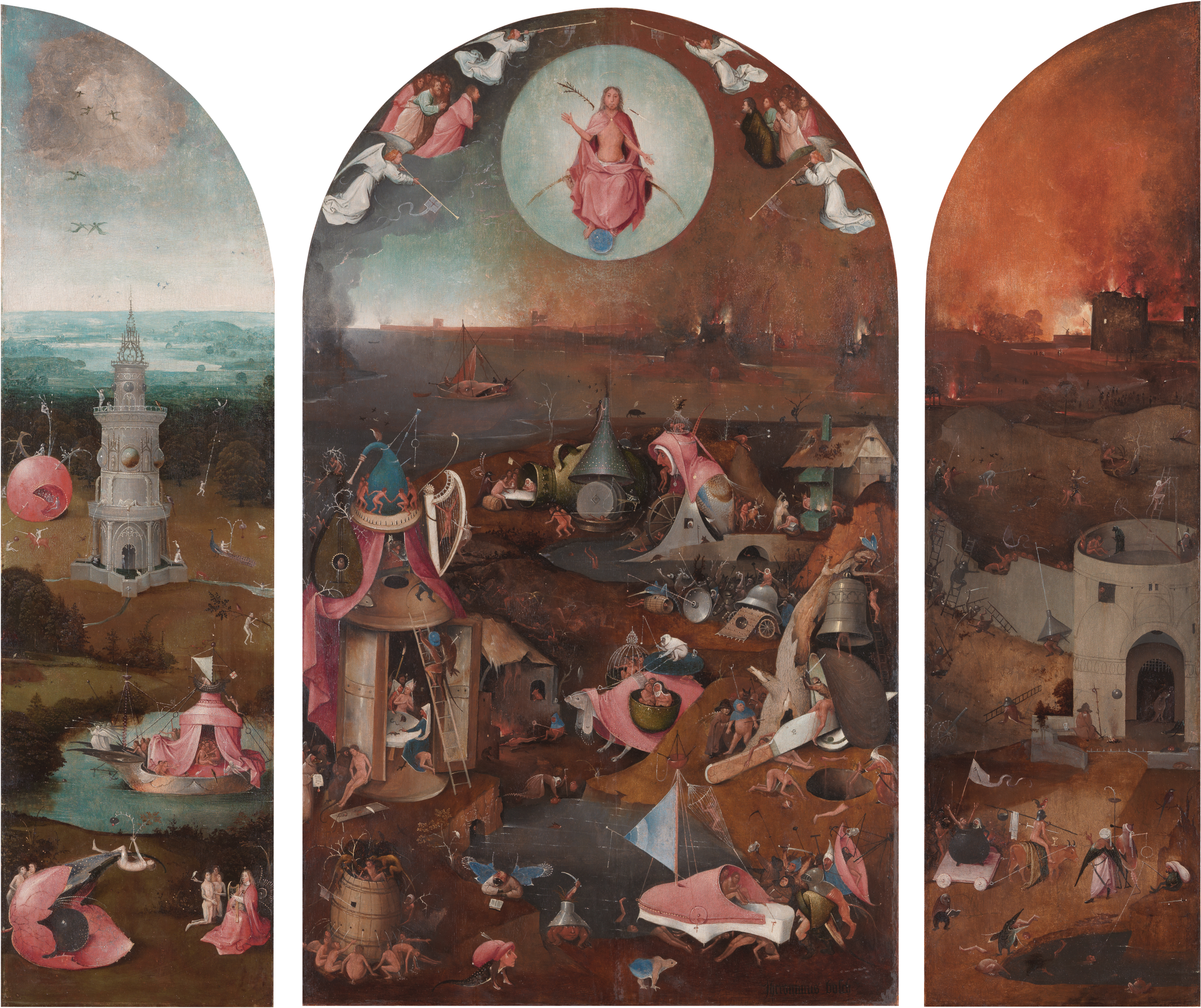
O Julgamento Final (Groeningemuseum, Bruges)
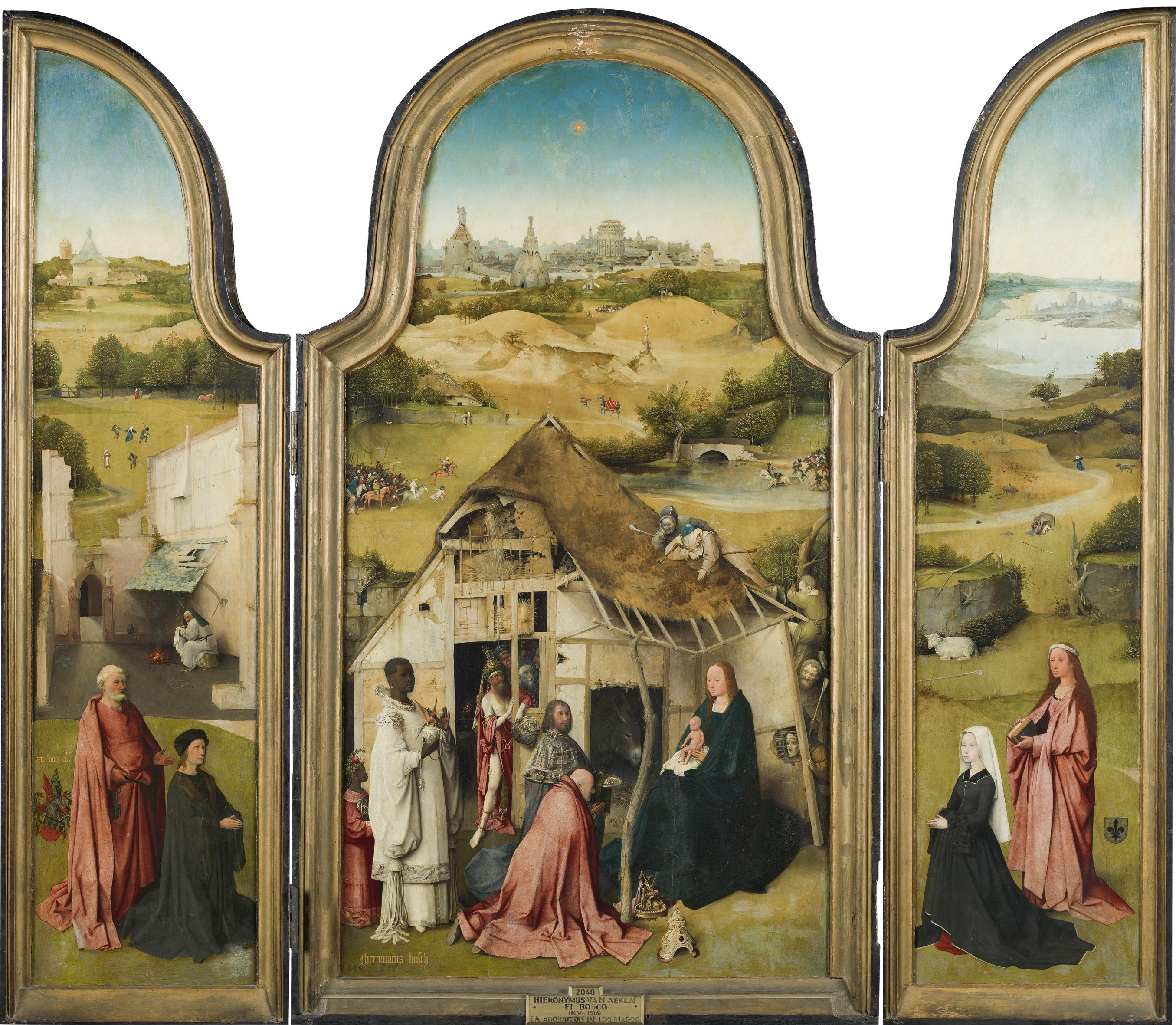
Adoração dos Reis Magos (Museu do Prado, Madrid)
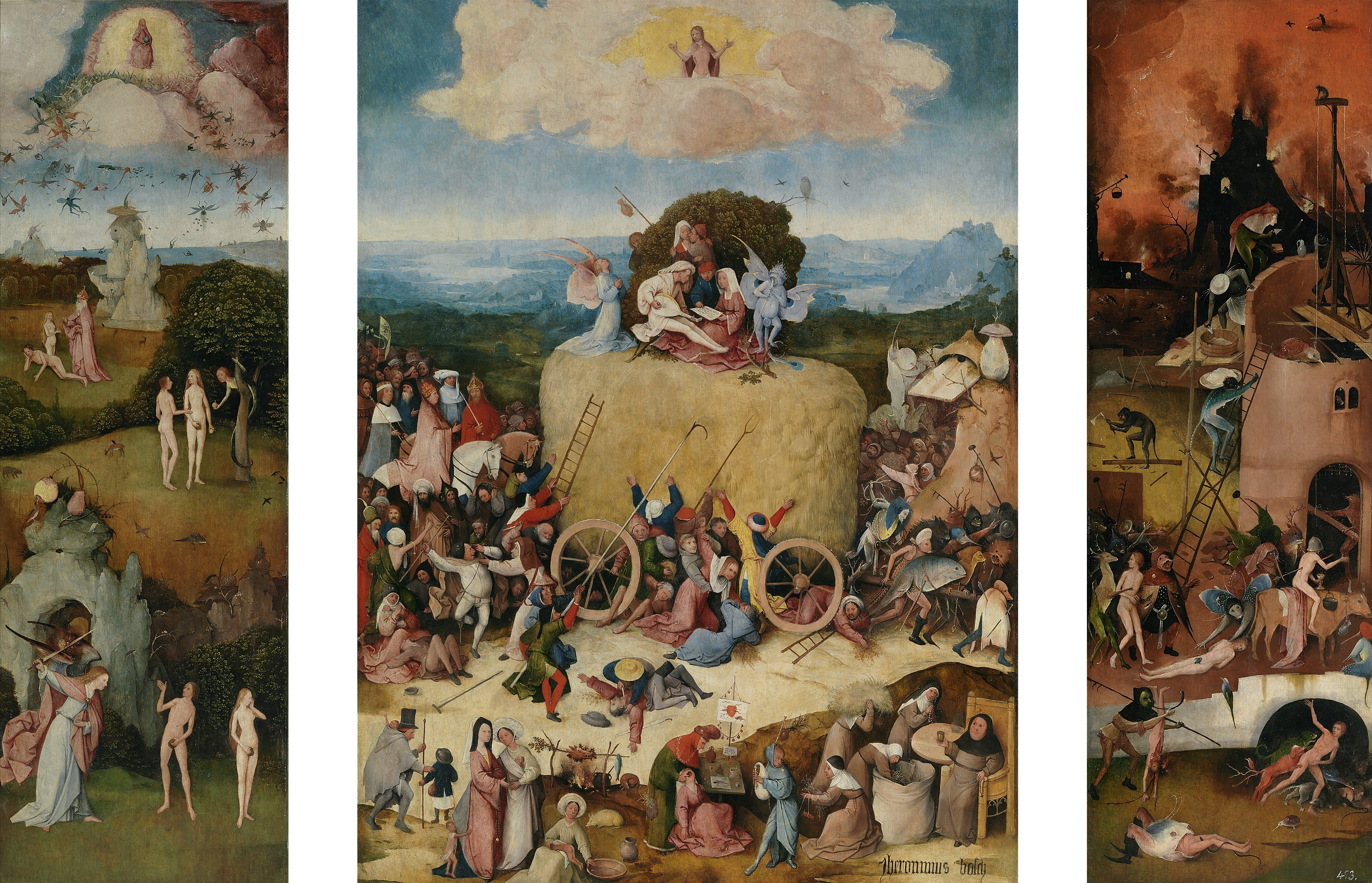
Carroça de Feno (Museu do Prado, Madrid)
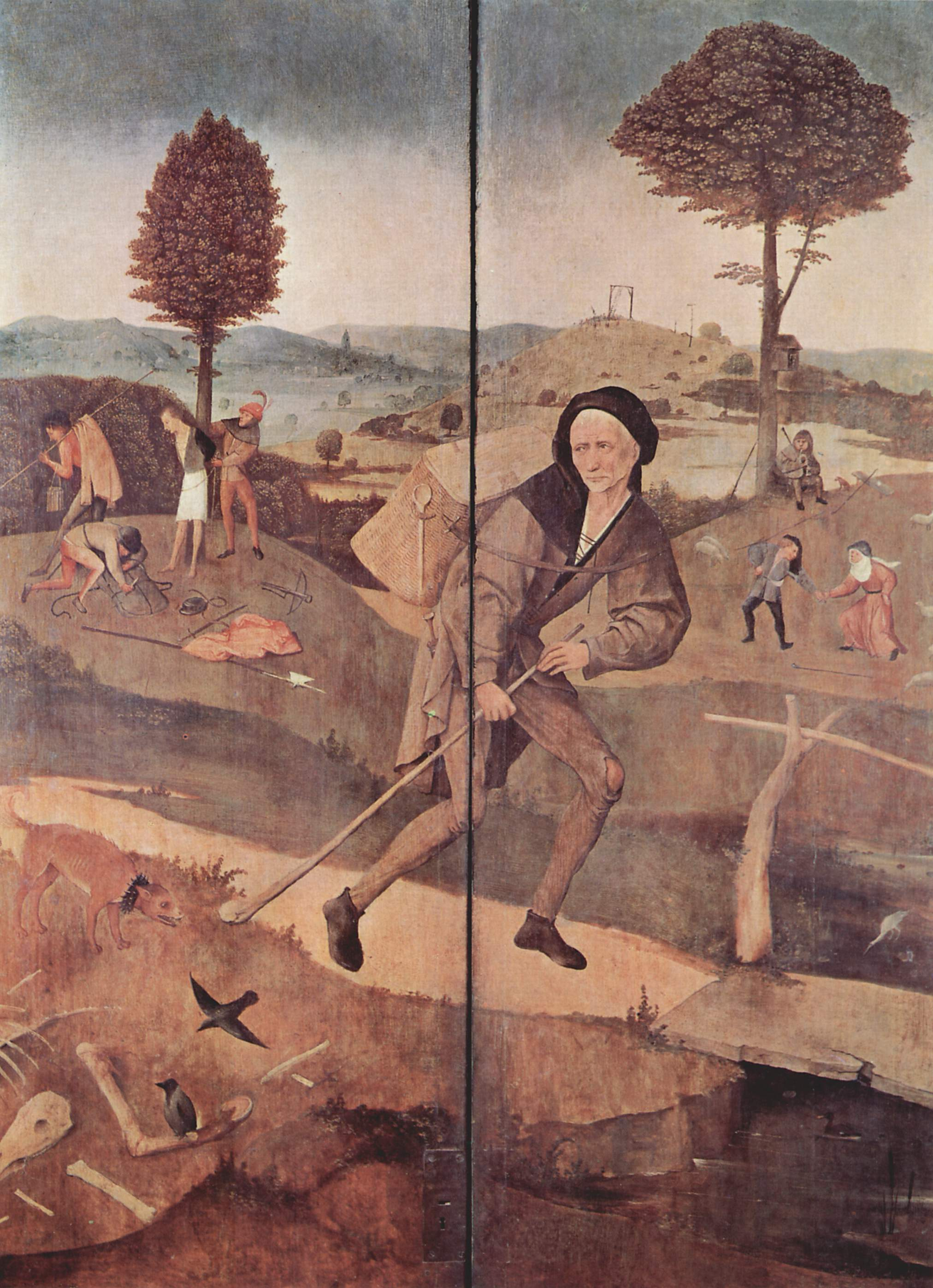
A Estrada da Vida
A Morte e o Avarento
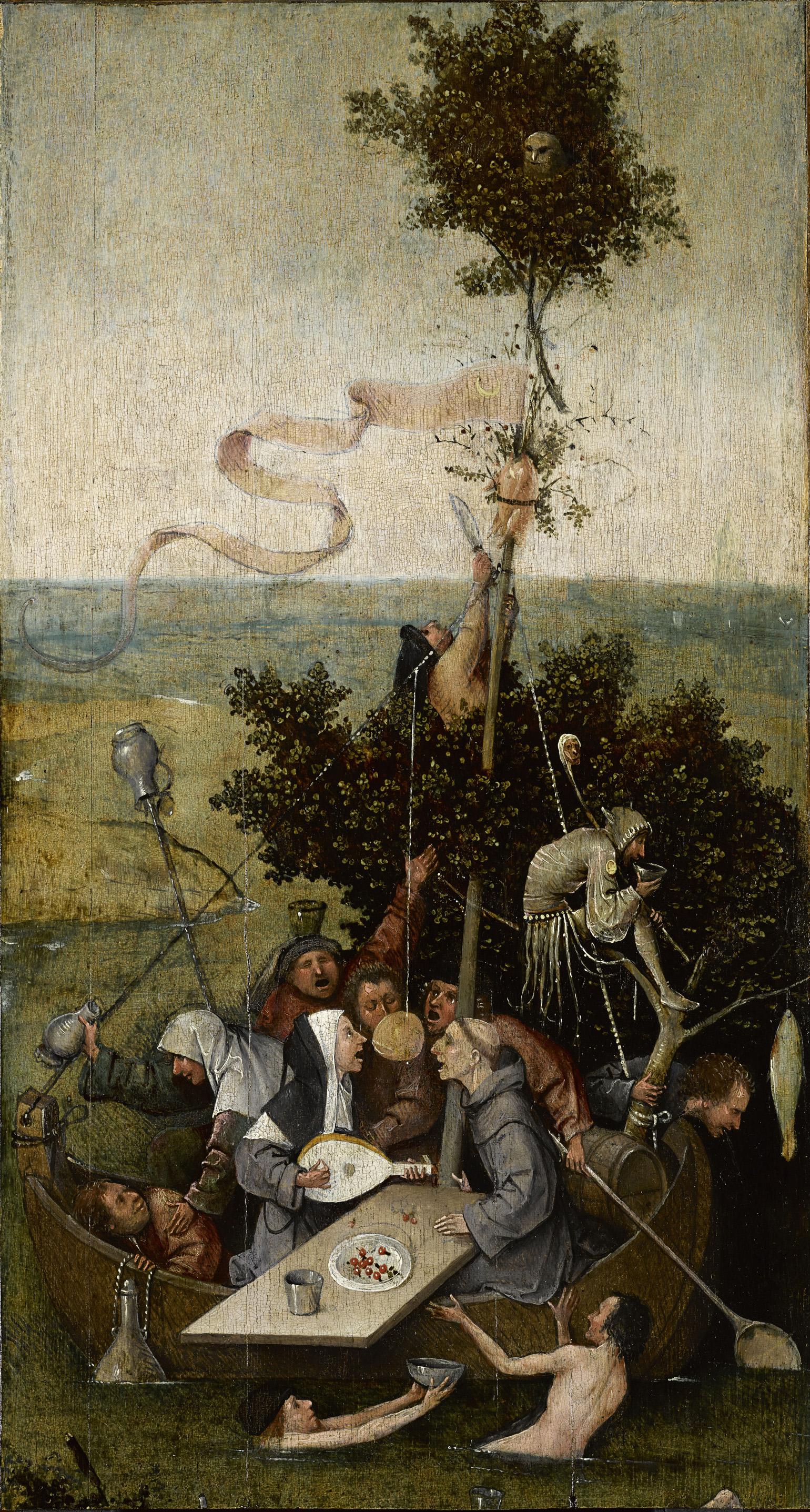
A Nau dos Insensatos
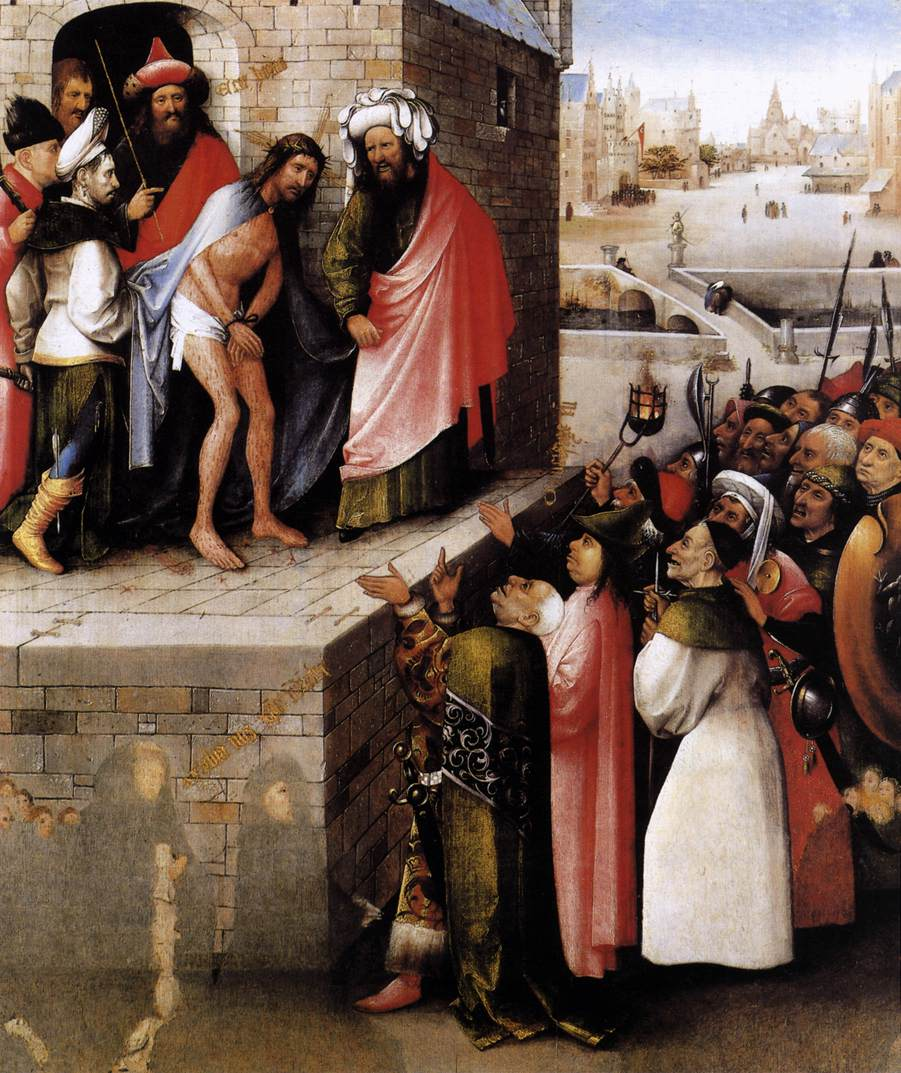
Ecce homo (Städel Museum, Frankfurt)
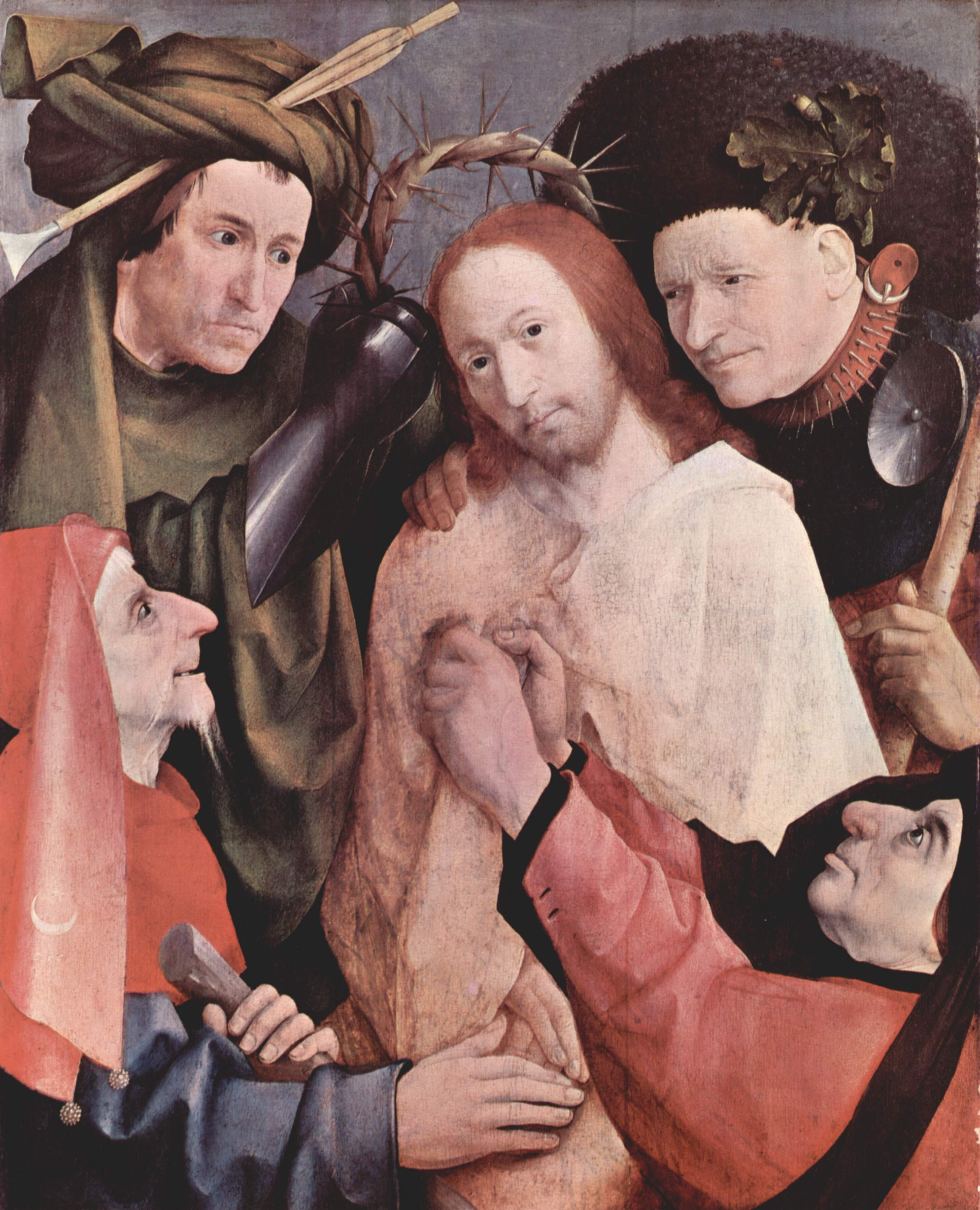
Cristo coroado com espinhos (National Gallery, Londres)
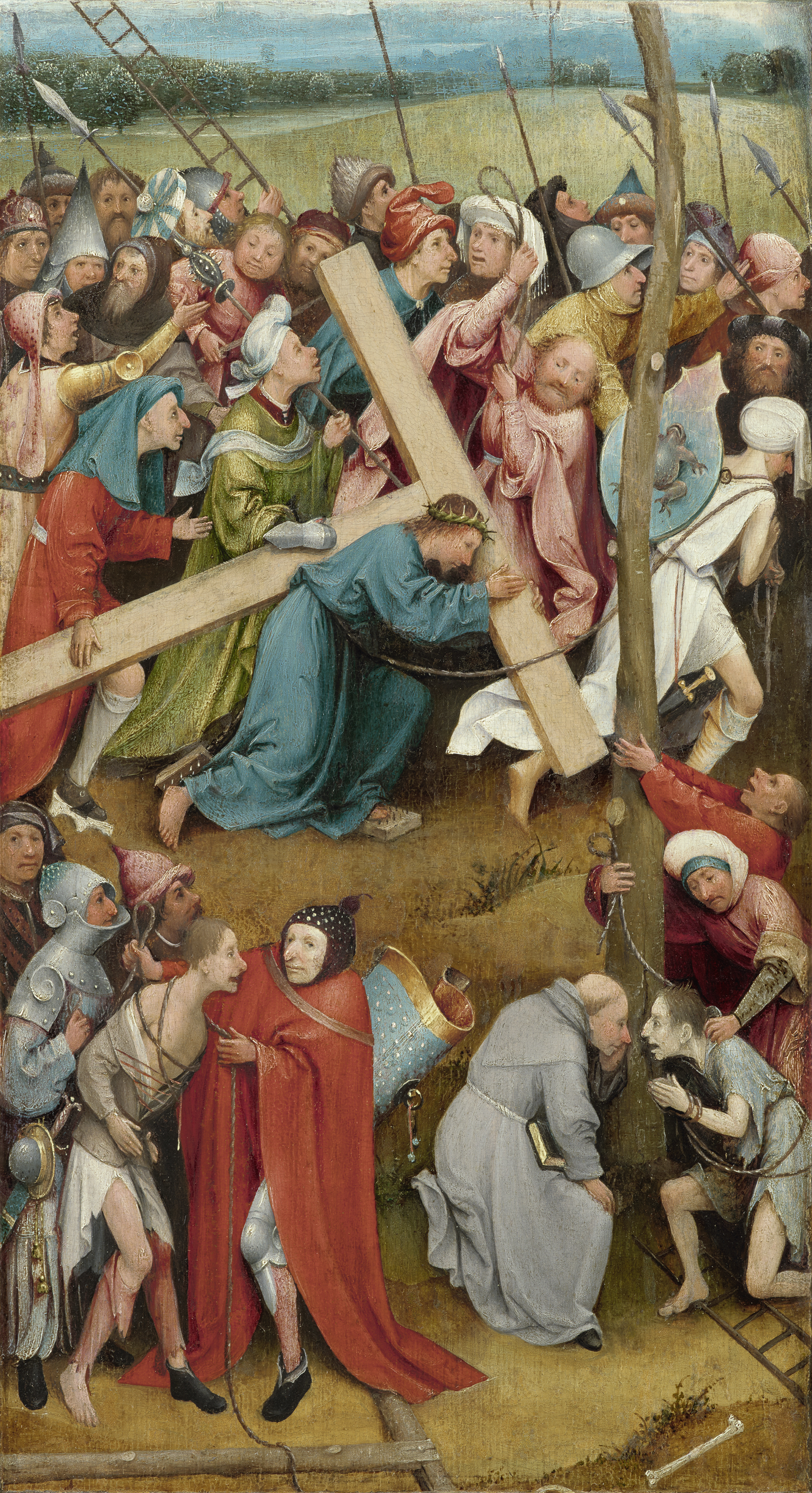
Cristo carregando a Cruz (Kunsthistorisches Museum, Viena)
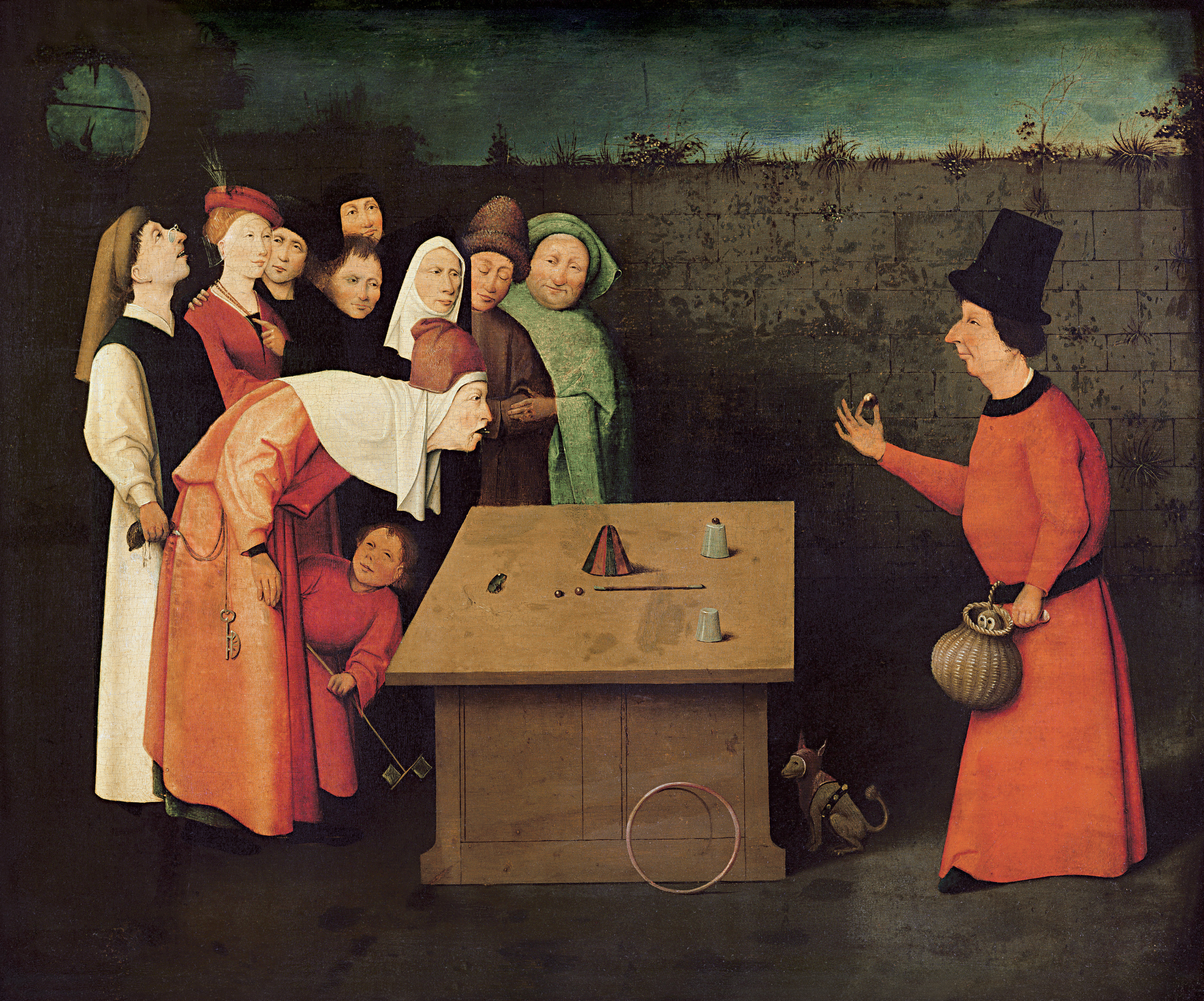
O ilusionista (Musée Municipal, Saint-Germain-en-Laye)
Tríptico de Santos Ermitas (Doge's Palace, Veneza)
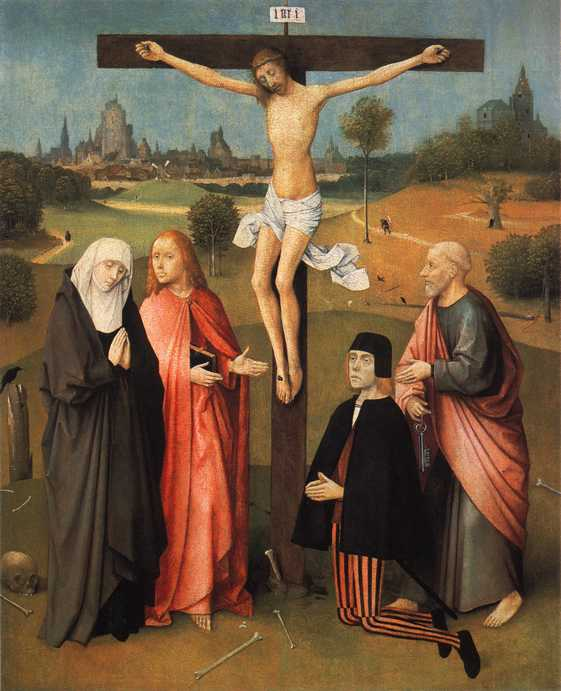
Calvário (Museus Reais de Belas-Artes da Bélgica, Bruxelas)
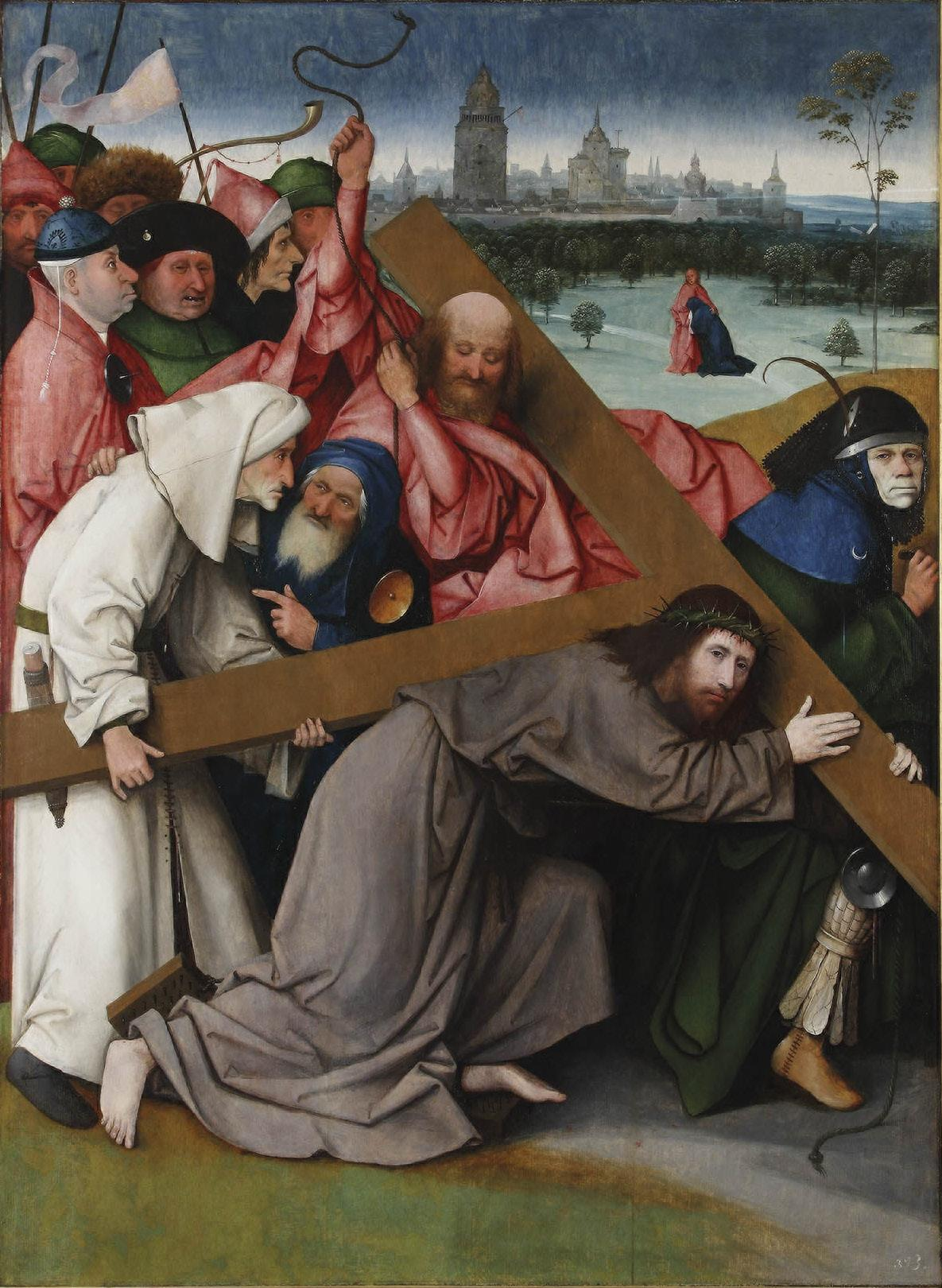
Cristo carregando a Cruz (Palácio Real, Madrid)
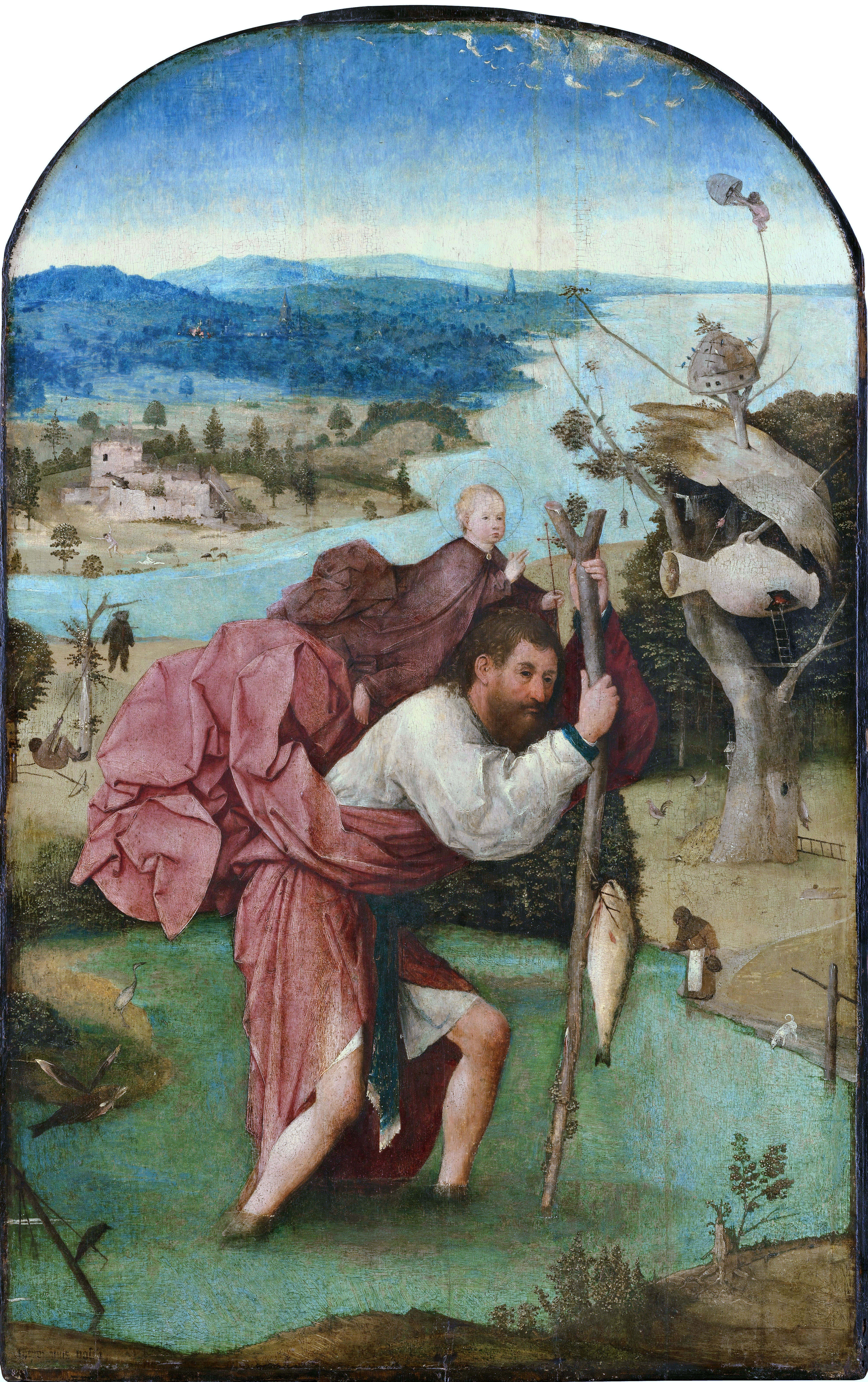
São Cristóvão (Museum Boijmans Van Beuningen, Rotterdam)
Tríptico do Mártir Crucificado (Doge's Palace, Veneza)
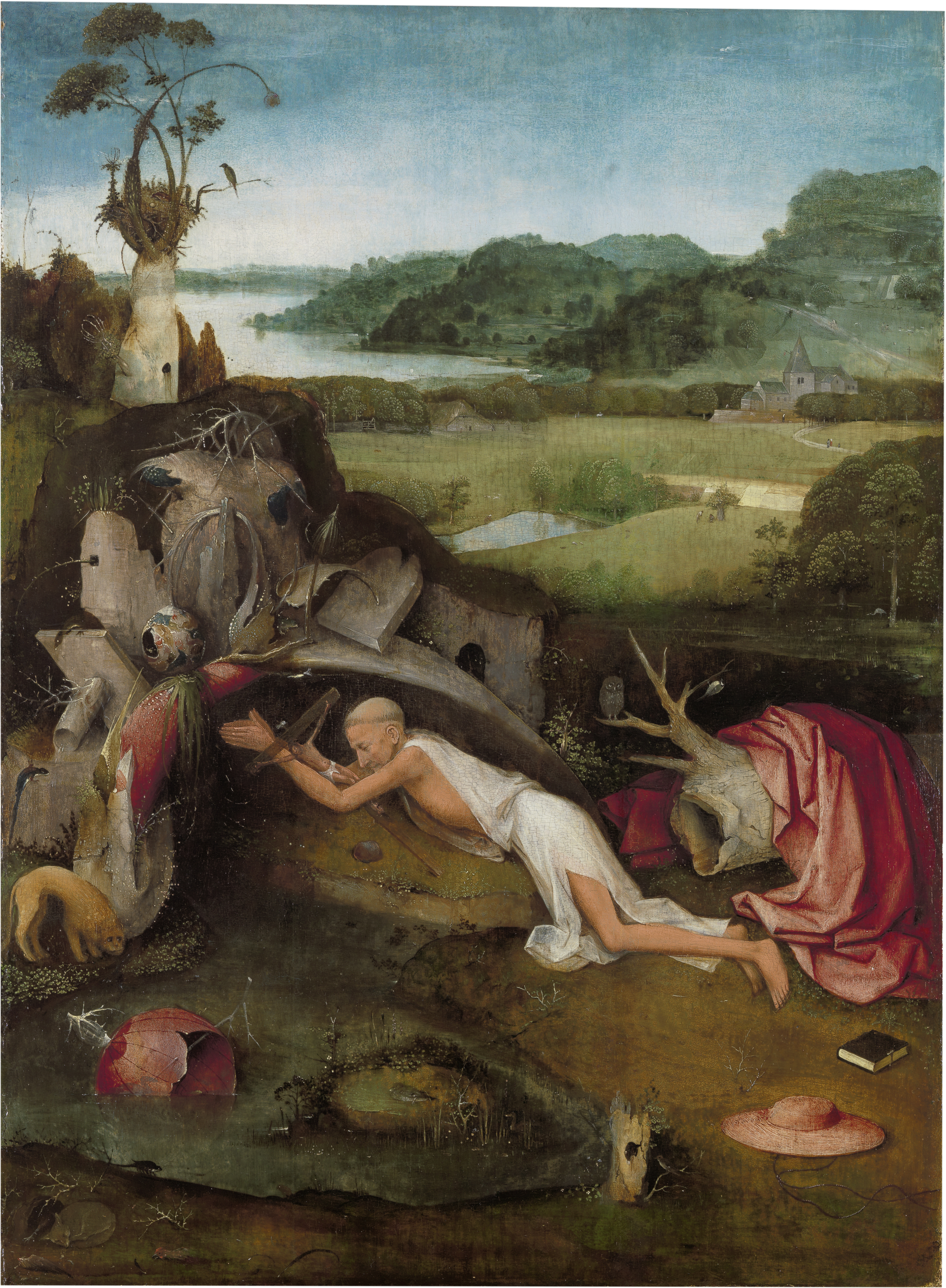
São Jerónimo (Museum of Fine Arts, Gant)
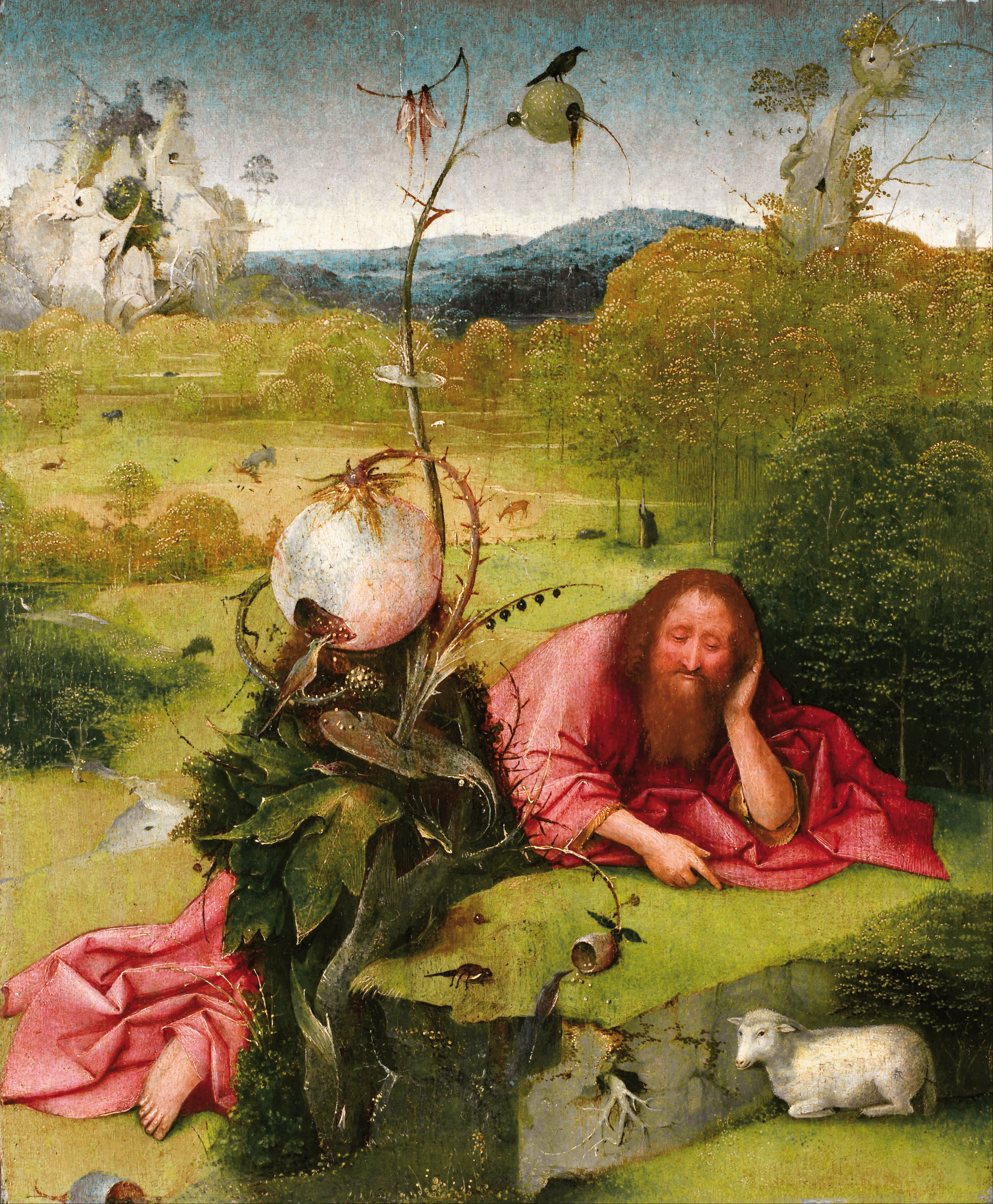
São João Baptista no Deserto (Museo Lázaro Galdiano, Madrid)
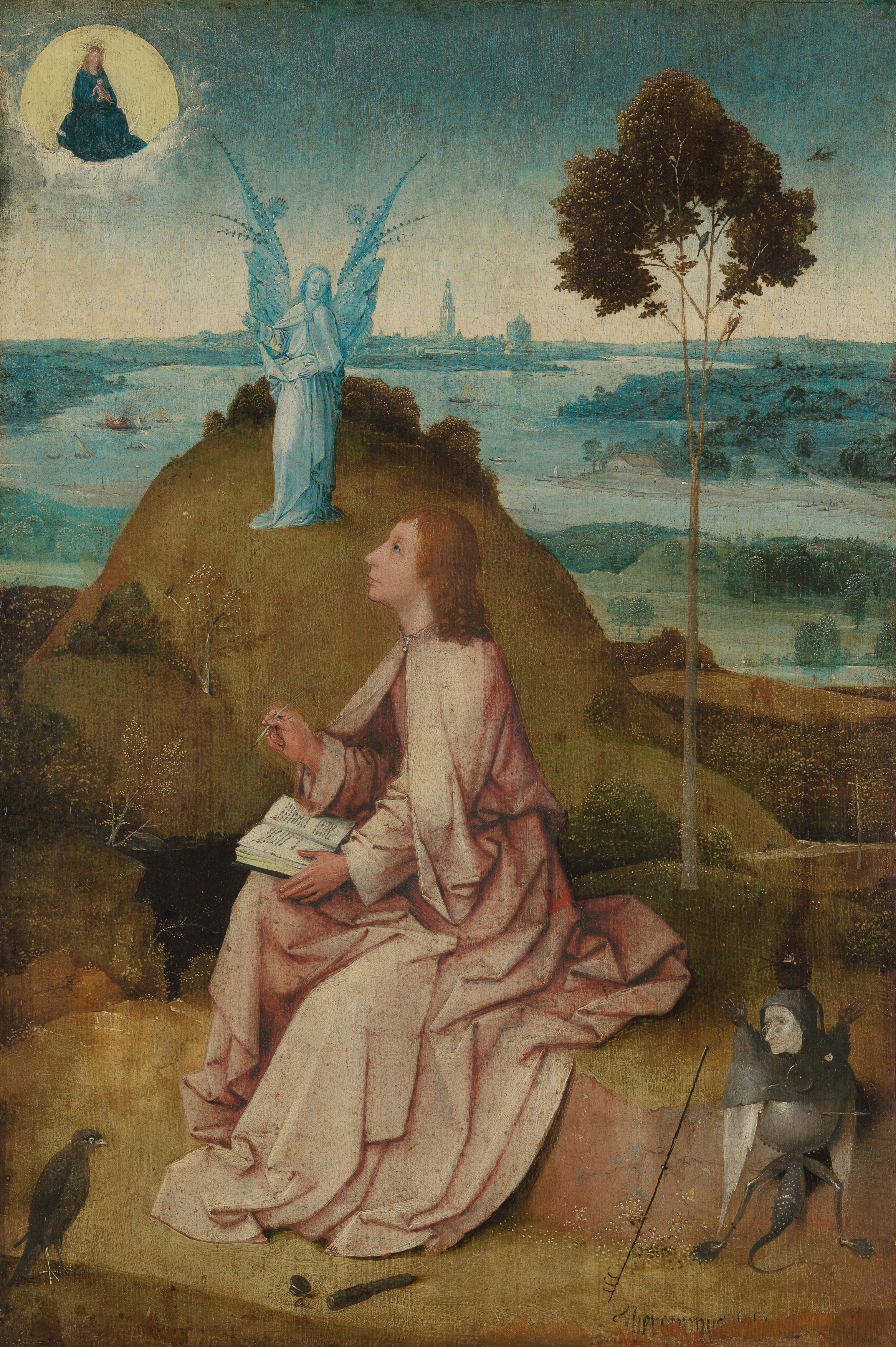
São João Evangelista em Patmos (Gemäldegalerie, Berlim)